# Marcus-Bains-Linie

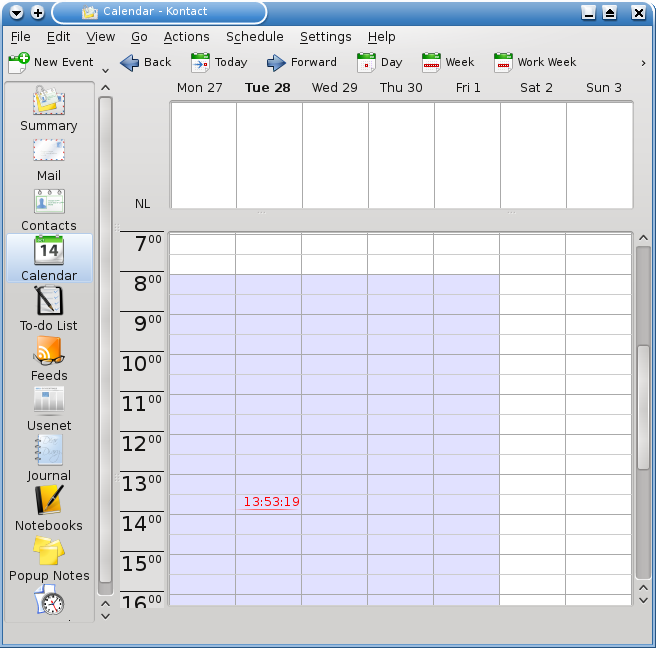
Marcus-Bains-Linie (rot) in der KDE-Kalender-Anwendung KOrganizer

Als Marcus-Bains-Linie (engl. Marcus Bains line) bezeichnet man eine grafische Markierung der aktuellen Uhrzeit in elektronischen Kalenderanwendungen.

## Darstellung
Meist ist die Marcus-Bains-Linie eine auffallend rote Linie, die in der Wochen- oder Tagesansicht innerhalb des laufenden Tages die aktuelle Uhrzeit markiert, sodass sie als „Uhrzeiger“ während des Tages die Zeitleiste entlangläuft. Sie ermöglicht eine schnelle Einschätzung, an welcher Stelle des geplanten Tagesablaufes man sich befindet und wie viel Zeit noch bis zum nächsten Termin verbleibt.
Auf der Marcus-Bains-Linie kann (aber muss nicht) die aktuelle Uhrzeit nochmals in digitaler Form angezeigt werden.

## Entwicklung
Die Marcus-Bains-Linie scheint um September 2000 in Apples Kalenderanwendung iCal erstmals aufgetreten zu sein und wurde im Dezember 2000 noch als praktische neue Idee eingeschätzt. Seitdem verbreitete sich das Element schnell in anderen Kalender- und Groupware-Anwendungen, teils über Add-Ons, teils fest eingebaut.

## Name
Woher die Marcus-Bains-Linie ihren Namen hat, ist unklar. Nach einer Anekdote wurde die Idee geboren, als sich ein Softwareautor abends in einer Kneipe mit einem gewissen Marcus Bains unterhielt, der ihm seine Gedanken über Darstellungsformen von Zeit unterbreitete.